# Mina canta in spagnolo
Mina canta in spagnolo è una raccolta della cantante Mina, pubblicata in Italia nel 1995 dall'etichetta discografica Carosello Records.

## Il disco
Come l'antologia precedente della medesima serie, riunisce rimasterizzati in un unico CD i principali successi della cantante nella lingua del paese di riferimento, evidenziato in copertina dai colori della nazione nei caratteri cubitali del nome dell'artista e dal titolo.
Molti dei titoli sulle copertine sono errati nella grafia, nella lingua o nella sequenza dei brani sull'album.
Le tracce sono versioni originali di autori di lingua spagnola, 6 soltanto le traduzioni di brani italiani:
- El cielo en casa di Il cielo in una stanza
- Pensar en ti di Invoco te
- Me abandonas di Mi vuoi lasciar
- La misma playa di Stessa spiaggia, stesso mare
- El globito di Il palloncino
- Chihuahua ha mantenuto lo stesso titolo.

Tradotte dall'inglese per il mercato latino:
- Locamente te amaré da Makin' Love, versione originale di Floyd Robinson (1959)
- Déjadme llorar da Just Let Me Cry, versione originale di Lesley Gore (1962)

## Inediti
- Me abandonas

Traduzione di Mi vuoi lasciar, nella discografia spagnola dell'artista compare la prima volta nell'EP La noche (Discophon 17.031) pubblicato 1960, che contiene però 4 tracce cantate in italiano e con i soli titoli tradotti.
L'anno dopo fa parte dell'EP intitolato Mina canta en Español (Discophon 17.191), che come evidenziato dal titolo, questa volta vede 4 brani tradotti e cantati in spagnolo, tre dei quali sono gli stessi titoli del EP del 1960.
- Déjame llorar

Titolo comune anche con la grafia Déjadme llorar. Si tratta di una cover del brano inglese Just Let Me Cry, versione in lingua originale di Lesley Gore (1962), edito in Spagna nell'EP Un desierto (Discophon 27.220) del 1963, che contiene tutti brani cantati in spagnolo, come evidenziato dal sottotitolo Mina canta en Español.
- Un desierto

Traduzione dall'originale in tedesco Heißer Sand, la versione in italiano si intitola Sì, lo so. In Spagna si trova nel citato EP con lo stesso titolo (Discophon 27.220).
- Chou chou

Brano registrato nel 1960, esiste solamente in questa versione e compare in varie raccolte di lingue diverse, il testo infatti è un misto di spagnolo e francese.
È disponibile solo su CD, e oltre che in questa raccolta, anche in Internazionale (1998), Mina in the World (2000), Mina... e le altre (2011) e Mina - Best of (2014).
Dalla copertina di quest'ultima antologia si trae l'informazione che sia un adattamento del brano Io bacio... tu baci.
Curiosamente entrambe le canzoni, insieme ad altre di Mina, sono state utilizzate nella colonna sonora dell'omonimo film del 1961 Io bacio... tu baci con la regia di Piero Vivarelli e sono contenute nella raccolta Mina... e le altre, dove tuttavia non hanno alcuna interrelazione, se non la coincidenza dell'anno di pubblicazione.
- La misma playa

Traduzione di Stessa spiaggia, stesso mare, è stata pubblicata nell'EP Renato del 1963 (Discophon 27.234).
- El globito

Cover in spagnolo di Il palloncino, è presente nell'EP Y de ahí del 1962.

## Curiosità
- El cielo en casa

In questa e nelle prime raccolte il titolo in spagnolo compare sovente stampato senza articolo: Cielo en casa.
- Oh la la, Gigi

Ha la grafica del titolo molto varia, sia nella versione italiana, sia in quella in spagnolo. Le due versioni hanno inoltre gli stessi autori e durata simile, tuttavia testi differenti; qui è in spagnolo.
- Dindi

Edizione in spagnolo. L'originale del brasiliano Antônio Carlos Jobim, anche coautore della musica, ha il testo in portoghese.
Mai incisa da Mina in lingua originale, piuttosto cantata in italiano, spagnolo e inglese, ha mantenuto lo stesso titolo in tutte le lingue.
- Y de ahí

Contrariamente agli altri brani, è un originale in lingua spagnola, tradotto in italiano da Giorgio Calabrese col titolo Da chi.
- Moliendo café, esiste solo in spagnolo.
- Qué no, qué no!

Esiste solo in spagnolo e appare per la prima volta nell'Extended Play Y de ahí (Discophon 27.144), pubblicato in Spagna nel 1962.

## Tracce
1. El cielo en casa – 2:53 – da Mina Export Vol. 1, 1986
2. Pensar en ti – 3:05 – da Mina Export Vol. 2, 1986
3. Me abandonas (Mi vuoi lasciar) – 2:56 (testo: ??? – musica: Mansueto De Ponti; edizioni musicali S. Cecilia) – Inedito
4. Locamente te amaré – 1:54 – da Mina Export Vol. 2, 1986
5. Déjame llorar (Just Let Me Cry) – 2:14 (testo: ??? – musica: Ben Raleigh; edizioni musicali Orchestralmusic) – Inedito
6. Oh la la, Gigi – 2:17 – da Mina Export Vol. 1, 1986
7. Un desierto (Heißer Sand) – 2:57 (testo: Francisco Carreras – musica: Werner Scharfenberger; edizioni musicali Orchestralmusic) – Inedito
8. Dindi – 2:50 – da Mina Export Vol. 1, 1986
9. Chou chou (Io bacio... tu baci) – 1:40 (Carlos Loti, Tito Madinez; edizioni musicali World Music Company/BMG Ricordi) – Inedito
10. Y de ahí – 1:51 – da Mina Export Vol. 2, 1986
11. La misma playa (Stessa spiaggia, stesso mare) – 2:06 (testo: Manuel Salina – musica: Piero Soffici; edizioni musicali Peer/Southern Music) – Inedito
12. Moliendo café – 2:57 – da Moliendo café, 1962
13. El globito (Il palloncino) – 2:13 (testo: ??? – musica: Umberto Prous; edizioni musicali Orchestralmusic) – Inedito
14. Chihuahua – 2:18 – da Mina Export Vol. 1, 1986
15. Qué no, qué no! – 1:47 – da Stessa spiaggia, stesso mare, 1963